# Fungal Biology
Fungal Biology ist eine englischsprachige Fachzeitschrift für Mykologie und die wichtigste Publikation der British Mycological Society. Sie erschien von 1896 bis 1989 als Transactions of the British Mycological Society bei Cambridge University Press. 1989 wurde sie in Mycological Research umbenannt und fortan von Elsevier verlegt. 2010 erfolgte eine weitere Namensänderung in Fungal Biology.